# Acroporiites
Acroporiites, monotipski rod pravih mahovina u porodici Sematophyllaceae.
Rod i vrsta opisani su 2004.